# Beryl Gaffney
Pour les articles homonymes, voir Gaffney.
Beryl Gaffney (née le 1er avril 1930 à Summerside) est une femme politique et fonctionnaire canadienne. Elle est conseillère de la ville de Nepean en Ontario de 1978 à 1988 et est simultanément conseillère de la municipalité régionale d'Ottawa-Carleton. L'entrepreneur et homme politique Michael Gaffney est son fils.

## Biographie
Née à Summerside à l'Île-du-Prince-Édouard le 1er avril 1930, elle est élue à la Chambre des communes du Canada comme députée libérale de Nepean lors des élections fédérales canadiennes de 1988 puis est réélue lors des élections de 1993. Elle préside le comité sur les droits de personnes avec des handicaps de 1993 à 1996. Durant ce temps, elle est diagnostiquée d'une tumeur du cerveau et avec une opération fructueuse, elle peut retourner siéger à la Chambre des communes pour continuer ses contributions aux problèmes de santé.  Elle ne se présente pas aux élections de 1997.
En 1998, Gaffney est nommée au conseil d'administration du Centre de recherches pour le développement international par le ministre des Affaires étrangères Lloyd Axworthy.